# Col de l'Alpettaz (Marthod)
Pour les articles homonymes, voir Col de l'Alpettaz (Mercury) et Col de l'Alpe.
Ne doit pas être confondu avec Col de l'Arpettaz ou Col de l'Alpette.
Le col de l'Alpettaz est un col de France situé dans les Alpes, au nord-est de la dent de Cons, au-dessus d'Ugine au nord-est. Il se trouve au nord d'un autre col de l'Alpettaz situé de l'autre côté de la dent de Cons.

## Géographie
Le col est situé à 1 403 mètres d'altitude sur la ligne de crête entre la dent de Cons au sud-ouest et un petit sommet, la Cuillère, au nord, au niveau d'un petit alpage — qui lui a donné son nom — où se trouve le chalet de l'Alpettaz. Le col domine la trouée d'Annecy au nord-ouest et le val d'Arly au sud-est. Le col est intégralement situé sur le territoire communal de Marthod, en Savoie.
Il est accessible par plusieurs chemins et sentiers de randonnée depuis la trouée d'Annecy au nord-ouest et la combe de Savoie au sud-est. Il constitue un point de passage obligé pour les randonneurs désireux d'atteindre le sommet de la dent de Cons par le nord.

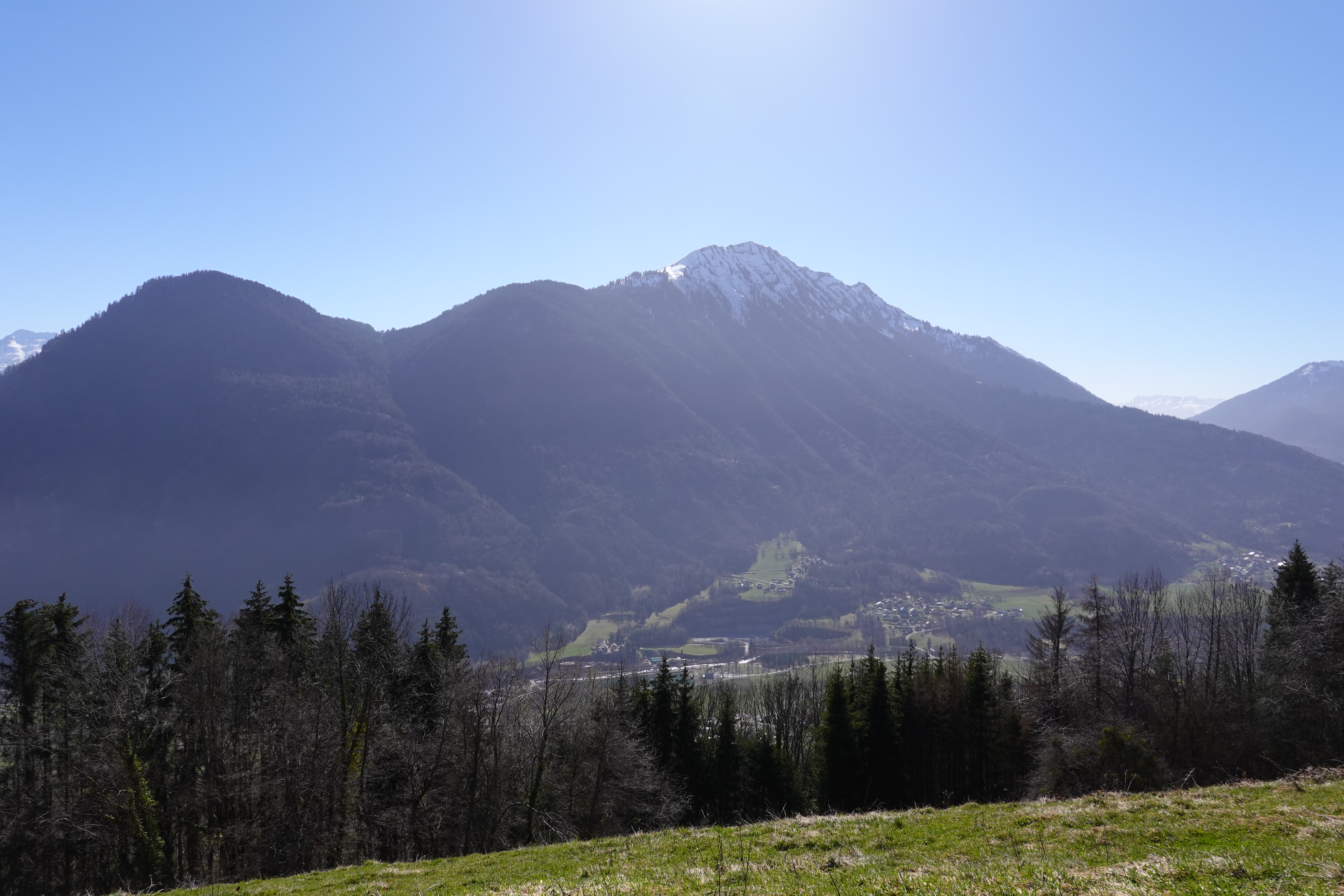
Vue de la dent de Cons depuis les hauteurs de Marlens au nord avec l'échancrure du col de l'Alpettaz sur la gauche.

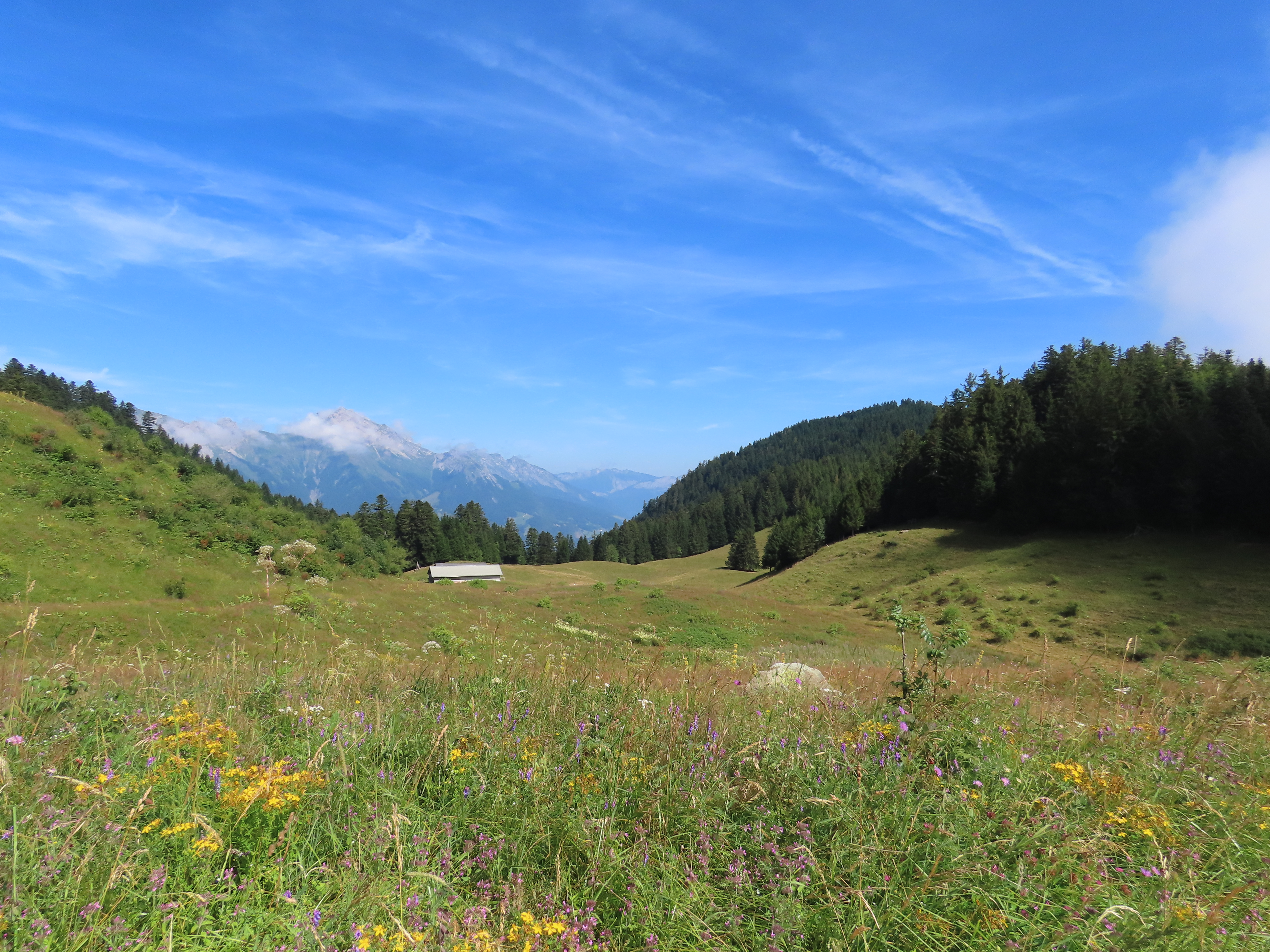
L'alpage de l'Alpettaz depuis le col avec le massif des Bornes au loin.